# Neoplasta concava
Neoplasta concava är en tvåvingeart som beskrevs av James David Macdonald och Turner 1993. Neoplasta concava ingår i släktet Neoplasta och familjen dansflugor.
Artens utbredningsområde är Utah. Inga underarter finns listade i Catalogue of Life.